# Lodno
Lodno es un municipio del distrito de Kysucké Nové Mesto en la región de Žilina, Eslovaquia, con una población estimada a final del año 2024 de 967 habitantes.
Se encuentra ubicado al noroeste de la región, cerca del curso alto del río Váh (cuenca hidrográfica del Danubio) y de la frontera con la República Checa y Polonia.

## Demografía
| Año        | 1994 | 2004     | 2014    | 2024    |
| ---------- | ---- | -------- | ------- | ------- |
| Población  | 896  | 991      | 1003    | 967     |
| Diferencia |      | +10,60 % | +1,21 % | −3,58 % |

| Año        | 2023 | 2024    |
| ---------- | ---- | ------- |
| Población  | 963  | 967     |
| Diferencia |      | +0,41 % |